# Nicola Grimaldi (1645-1717)
Pour les articles homonymes, voir Nicola Grimaldi.
Nicola Grimaldi (né le 6 décembre 1645 à Teano, dans la province de Caserte en Campanie, alors dans le royaume de Naples et mort le 25 octobre 1717 à Rome) est un cardinal italien du XVIIIe siècle.
Il est membre de l'ancienne famille Grimaldi de Monaco. D'autres cardinaux de cette famille sont Girolamo Grimaldi (1527), Girolamo Grimaldi-Cavalleroni (1643) et Girolamo Grimaldi (1730).

## Biographie
Nicola Grimaldi exerce diverses fonctions au sein de la Curie romaine, notamment au Tribunal suprême de la Signature apostolique, comme gouverneur de Rimini, de San Severino, de Fano, de Fermo, d'Ascoli, d'Ancône, de Campagne et Maritime et de Perouse, comme clerc de la chambre apostolique, à la Congrégation des eaux, à la Congrégation de l'immunité ecclésiastique et à la Congrégation des évêques.
Le pape Clément XI le crée cardinal lors du consistoire du 17 mai 1706.
Le cardinal Grimaldi est légat apostolique à Bologne de 1706 à 1709 et préfet de la Congrégation du Concile à partir de 1706.
Grimaldi mourut dans son palais le 25 octobre 1717 et fut enterré dans l'église capucine de la Santissima Concezione, à Rome.